# Гречанівська сільська рада
Гречанівська сільська рада — колишній орган місцевого самоврядування у Гадяцькому районі Полтавської області з центром у селі Гречанівка.

## Населені пункти
Сільраді були підпорядковані населені пункти:
- c. Гречанівка
- с. Зелена Балка
- с. Миколаївка
- с. Тригубщина